# Винценц Карл фон Ауершперг
Винценц Карл Йозеф Габриел Хайнрих фон Ауершперг (на немски: Vincenz Karl Joseph Gabriel Heinrich Fürst von Auerpserg) е княз на Ауершперг.

## Биография
Роден е на 15 юли 1812 в Дорнбах при Виена. Той е единстевеният син на Винценц Непомук Колумбан фон Ауершперг (* 9 юни 1790, Прага; † 16 февруари 1812, Виена) и съпругата му принцеса Габриела фон Лобковиц (* 19 юли 1793, Виена; † 11 май 1863, Виена), дъщеря на 7. княз Йозеф Франц фон Лобковиц (1772 – 1816) и принцеса Мария Каролина фон Шварценберг (1775 – 1816). Техните синове имат титлата „Княз фон Ауершперг“ с декрет на 21 декември 1791 г. Внук е на 6. княз Вилхелм фон Ауершперг (1749 – 1822) и графиня Леополдина фон Валдщайн, господарка на Вартенберг (1761 – 1846). Майка му е леля на Мария Йозефа фон Лобковиц (1756 – 1823), съпругата на чичо му Карл фон Ауершперг-Траутзон (1750 – 1822).
Баща му Винценц фон Ауершперг (1790 – 1812) е осиновен от бездетния му чичо Карл фон Ауершперг-Траутзон (1750 – 1822). Винценц Карл фон Ауершперг наследява княз Карл фон Ауершперг-Траутзон (1750 – 1822).
След смъртта на Карл Ауершперг през 1822 г. започва конфликт с княз Йохан Непомук Фридрих фон Ламберг, който също е женен с една дъщеря на 2. княз Траутзон Йохан Вилхелм фон Траутзон (1700 – 1775). Заради конфликта господството Фалкенщайн се продава 1799 г. на фрайхер Кристоф Йохан фон Бартенщайн, син на Йохан Кристоф фон Бартенщайн.
Винценц Карл фон Ауершперг е близък с баварския крал Лудвиг II. През революцията 1848 г. той трябва да избяга в Тирол. Става таен съветник на императора Франц Йозеф и супер-интендант на Бургтеатър.
През 1865 г. става рицар на австрийския Орден на Златното руно. Винценц Карл фон Ауершперг умира на 54 години на 7 юли 1867 г. в Хитцинг при Виена.
Дворците Траутзон принадлежат и днес на фамилията Ауершперг-Траутзон.

## Фамилия
Винценц Карл фон Ауершперг се жени на 29 април 1845 г. в Прага за графиня Вилхелмина Йозефина фон Колоредо-Мансфелд (* 16 юли 1826 в Милано; † 19 декември 1898, Виена), дъщеря на граф/княз Франц де Паула Гундакар II фон Колоредо-Мансфелд (1802 – 1852) и графиня Кристина фон Клам-Галас (1801 – 1886).
Те имат шест деца:
- Карл (* 16 декември 1851; † 15 юни 1853)
- Габриела (* 21 февруари 1855, Виена; † 1 юни 1933, Тахов/Тахау, Бохемия), омъжена във Виена на 18 юни 1877 г. за княз Алфред фон Виндиш-Грец (* 31 октомври 1851; † 23 ноември 1927)
- Франц-Йозеф Мария Емануел фон Ауершперг (* 20 октомври 1856, Виена; † 19 ноември 1938, Слатинани, Бохемия), княз, женен във Виена на 10 януари 1878 г. за графиня Вилхелмина Кински фон Вчиник-Тетау (* 5 април 1857; † 1 октомври 1909)
- Енгелберт-Фердинанд Мария фон Ауершперг (* 21 февруари 1859, Виена; † 18 юли 1942, дворец Лухза при Пистиан), княз, женен в Прага на 27 август 1883 г. за принцеса Габриела фон Хоенлое-Лангенбург (* 21 октомври 1862, Виена; † 2 септември 1948, Прага)
- Д-р Едуард Северин Мария фон Ауершперг (* 8 януари 1863, Виена; † 18 март 1956, Вайтвьорт при Залцбург), княз, д-р по икономика, женен във Виена на 6 юни 1885 г. за принцеса Мария фон Шьонбург-Хартенщайн (* 17 декември 1861; † 25 август 1945)
- Мария Кристиана Каролина Аделхайд (* 26 февруари 1866, Виена; † 12 юли 1962, Триест), омъжена във Виена на 16 май 1885 г. за княз Хуго фон Виндиш-Грец (* 17 ноември 1854; † 15 май 1920)